# ワリード・アリ・シアム

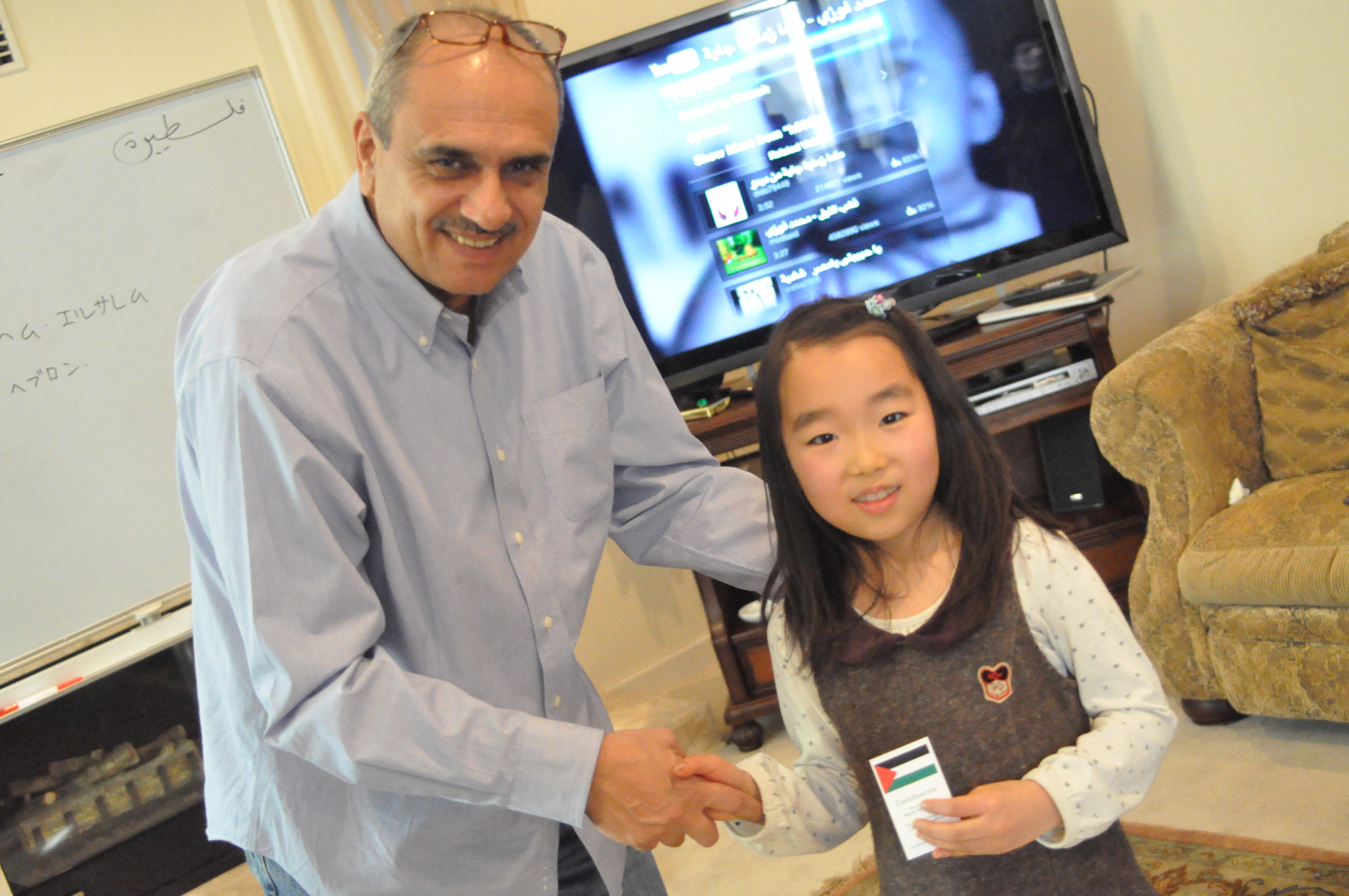
リトルアンバサダーとして活動する日本人の少女と交流するシアム代表（左）、於パレスチナ常駐代表公邸（2013年）

ワリード・アリ・シアム（アラビア語: وليد علي صيام Walīd ʿAlī Ṣiyām ワリード・アリー・スィヤーム、英語: Waleed Ali Siam、1955年6月1日 - ）は、パレスチナ国の外交官、大使級。2003年6月より、駐日パレスチナ常駐総代表部代表（正式な外交関係がある国の特命全権大使に相当）を務めている。レバノンのベイルート生まれ。

## 略歴
- 1994年～1996年　パレスチナ国際協力計画省（現・パレスチナ自治政府計画省（アラビア語版）） 北アメリカ部長、支援調整部長、世界銀行部部長[2]
- 1996年～1999年　パレスチナ国際協力計画省 日本アジア局長[2]
- 1999年～2003年　駐日パレスチナ総代表（非常駐）[2]
- 1999年～　在大韓民国パレスチナ総代表（非常駐）[2]
- 2002年～2003年　外務省（アラビア語版） 日本アジア局長[2]
- 2003年6月～　駐日パレスチナ常駐総代表部代表（常駐）[2]

## 駐日パレスチナ外交使節団代表として
1996年にパレスチナ国際協力計画省（現・パレスチナ自治政府計画省）日本アジア局長を拝命したのを皮切りに、日本とパレスチナの二国間関係に携わる外交職を歴任している。シアムが日本との関わりのある役職に初めて就任した前年に当たる1995年、資金難によりパレスチナ総代表部が閉鎖されていたが、2003年6月に駐日パレスチナ常駐総代表部として再開され、シアムが代表に就任した。信任状を捧呈していないので正式な特命全権大使ではないが、現職のアラブ諸国の駐日外交使節団長たちの中では最も駐在期間が長いため、遅くとも2011年12月の時点で在京アラブ外交団の団長を務めている。
2004年11月11日、パレスチナ自治政府のヤーセル・アラファート大統領（ヤセル・アラファト議長）が逝去。翌12日、日本共産党の不破哲三議長が駐日パレスチナ常駐総代表部を弔問し、シアム代表に弔意を伝えると共に哀悼のことばを記帳して、「パレスチナ国家の樹立、中東の安定した平和」というアラファート大統領の遺志の実現を願った。
2015年1月20日、既に前年の時点で発生していたISILによる日本人拘束事件が、湯川遥菜と後藤健二が拘束されている状態を撮影した動画が世界中に公開されて犯行声明が出されたことにより周知の事実となった。同月27日、この拘束事件を受けてシアム代表が日本記者クラブの緊急記者会見に駐日アラブ外交団の団長として出席し、イスラームの名のもとに残虐行為を繰り返すテロ組織を「癌」に例えてテロとは断固として戦わなければならないことを強調する一方で、軍事力だけではテロを根絶することはできないとの見解も表明して、アラブ諸国の友好国である日本が人道支援や経済支援を続けることが過激思想に同調することを防ぐことに繋がるとの期待を述べた。
2017年12月6日、アメリカ合衆国のドナルド・トランプ大統領が、1993年のオスロ合意を筆頭とする国際的な合意を反故にしてエルサレムをイスラエルの首都と認定すると発表、それまでの歴代アメリカ政権が築いてきた公平な仲介者としての地位をかなぐり捨てて、事実上イスラエルのみに肩入れする姿勢を露わにした。翌7日、シアム代表は緊急記者会見を開いて「パレスチナは、トランプ大統領の声明に断固として反対する」と強く非難し、トランプ大統領の決断はパレスチナへの敵対行為であり「国際法に違反する人権侵害だ」と断言した。
2019年10月22日、皇居正殿松の間で今上天皇の即位礼正殿の儀が執り行われ、マフムード・アッバース大統領と共に参列した。
2023年11月30日、国会議員である大石晃子に対し表敬訪問を行った。

## 出演

### 雑誌
- 『世界週報 84巻』pp.22-23 所収「インタビュー パレスチナ駐日代表 ワリード・アリ・シアム氏 パレスチナ問題の根源はイスラエルの占領――日本の中立的な仲介を期待」（時事通信社、2003年）[16]
- 『軍縮問題資料 No.312』所収「レバノン侵略戦争以後のパレスチナ」（軍縮市民の会、2006年）[17]
- 『ザ・リバティ 2014年12月号』pp.44-45 所収「日本をモデルに国を再建したい――駐日パレスチナ大使 ワリード・アリ・シアム」（幸福の科学出版、2014年）[18][19]

### 講演
- 「新春のつどい パレスチナを語る」於・埼玉教育会館（2004年1月31日）[20]
- 「パレスチナを知る講演と交流のつどい」於・ミューザ川崎4階市民交流室（2004年10月2日）[21]
- 「第6回 勝兵塾月例会」於・アパグループ東京本社（2011年11月17日）[22]
- 「パレスチナ人民の民族自決、国連加盟のたたかい」於・全国教育文化会館エデュカス東京（2011年12月6日）[3]
- 「パレスチナ・フォーラム」於・駐日パレスチナ常駐総代表部代表公邸（2013年11月30日）[23]
- 「パレスチナ・イスラエル問題のルーツと真実」於・京都鴨沂会館（2014年12月7日）[24][25]
- 「中東和平プロセスの現状 / The present state of the Middle East Peace Process」於・中東調査会本部（2015年11月4日）[2]
- 「第56回 勝兵塾月例会」於・アパグループ東京本社（2016年1月21日）[26]
- 「パレスチナ・イスラエル和平プロセスの今後、生きるか 死ぬか」於・中野サンプラザ8階研修室1（2016年4月26日）[27]
- 「パレスチナを知る90分」於・獨協大学天野貞祐記念館（2016年10月12日）[28]